# 巴尔杰
巴尔杰（義大利語：Barge），是意大利库内奥省的一个市镇。总面积82平方公里，人口7826人，人口密度95.4人/平方公里（2009年）。ISTAT代码为004012。

## 友好城市
- 法國阿诺奈
- 阿根廷Freyre